# Edwin Weil Wohlke
Edwin Weil Wohlke (Frutillar, 1922-Santiago, 2011) fue un arquitecto chileno de la segunda mitad del siglo XX. Durante su carrera, fue reconocido por su trabajo en proyectos privados y públicos, como en el Ministerio de Obras Públicas, por los cuales recibió el Premio Nacional de Arquitectura en 1981.
Weil también se desempeñó como profesor en la Facultad de Arquitectura y Urbanismo de la Universidad de Chile. 

## Biografía
Nació en Frutillar, ciudad ubicada en la región de Los Lagos, en 1922. 
Estudió arquitectura en la Universidad de Chile, en la cual se desempeñó como profesor desde 1949, en primer lugar como profesor ayudante del taller de composición arquitectónica en la universidad, postulando para ser profesor diez años después. Entre 1974 y 1976 fue el director del Departamento de Planificación Urbana de la universidad. 
En 1946, junto a otros arquitectos como Miguel Lawner, Abraham Schapira y Mario Recordón, ayudó a impulsar una reforma para que la Facultad de Arquitectura y Urbanismo de la Universidad de Chile incorporara en su currículum las nuevas corrientes de la arquitectura moderna de la época.
Sus primeros proyectos profesionales comenzaron en 1946, como arquitecto proyectista de la Dirección de Arquitectura del Ministerio de Obras Públicas. Weil participó en obras como el Plan Serena, la reconstrucción de los terremotos de 1960 y 1965 y otras medidas para la Copa Mundial de Fútbol de 1962. Entre 1963 a 1971 y 1977 hasta 1990 tuvo la función de Director de Arquitectura en este ministerio. 
Durante su carrera, Weil también fue parte de proyectos de construcción de escuelas, liceos, gimnasios, estacionamientos y edificios de servicios públicos en ciudades como Punta Arenas, Puerto Varas, Puerto Montt, Osorno, Valdivia, Santiago y Calbuco.
Participó en varios concursos públicos de arquitectura, quedando en primer lugar en concursos públicos gracias a sus trabajos en la Municipalidad de Osorno, Banco Central de Osorno, Servicios Públicos de Rancagua, Centro Cívico de Punta Arenas y Hostería de Frutillar. Weil también fue parte de más de 45 jurados de concursos de arquitectura.
Estuvo casado con la arquitecta Graciana Parodi Ewing (1924-2020). Falleció en Santiago el 8 de agosto de 2011 a los 89 años de edad.

## Logros
En 1962, Weil y los demás miembros del Comité Coordinador del Mundial recibieron una medalla de oro por la ampliación a estadios, incluyendo el Estadio Nacional, previo al Mundial de Fútbol en Chile. 
En 1981, Weil recibió el Premio Nacional de Arquitectura, otorgado por el Colegio de Arquitectos, el cual galardona a arquitectos por su labor dedicada al servicio de la arquitectura.
En 1996, el arquitecto recibió la medalla al Mérito de Aeronáutica otorgada por la Fuerza Aérea de Chile por su trabajo en remodelación de aeropuertos en el país, además de la medalla de la Universidad de Chile al cumplir 50 años como profesor. 
En 2001, el arquitecto fue galardonado con la Orden Vicente Pérez Rosales junto a Bruno Siebert y en 2005, Weil recibió el Premio Medalla Claude Françoise Brunet de Baines.
En 2011 fue reconocido por el Ministerio de Obras Públicas por su aporte en infraestructuras políticas.

## Proyectos Destacados
- Plan Serena
- Reconstrucción terremotos de 1960
- Reconstrucción terremoto de 1965
- Ampliación Estadio Nacional
- Museo Mineralógico de Atacama
- Banco Central de Puerto Montt y Los Ángeles
- Edificio de Servicios Públicos de Antofagasta
- Municipalidad de Puerto Varas
- Municipalidad de Osorno
- Instituto Alemán de Frutillar.
- Edificio Ciencias Agrarias y Forestales-Universidad de Chile
- Liceo Industrial Chileno-Alemán
- Residencias privadas para Heriberto Plass, Arturo Toirkens y Bernardo Scheel, entre otros.
- Liceo Valentín Letelier
- Antigua Gobernación Provincial de Valdivia
- Intendencia y Servicios Públicos de La Serena
- Liceo BN-34